# Hans-Peter Minetti
Hans-Peter Theodor Minetti (21 de abril de 1926 - 10 de noviembre de 2006) fue un actor teatral, cinematográfico y televisivo alemán.

## Biografía
Nacido en Berlín, Alemania, era hijo del actor Bernhard Minetti. Tras la Segunda Guerra Mundial estudió en Kiel, la ciudad natal de su padre, y más tarde en Hamburgo y Berlín, formándose en historia del arte y filosofía. Financiaba sus estudios con trabajos para el servicio de inteligencia alemán. Finalmente siguió los pasos de su padre, formando parte de representaciones teatrales estudiantiles, y en 1949 fue a Weimar para estudiar arte dramático. En el año 1953 inició su carrera teatral y cinematográfica, actuando en el Teatro Maxim Gorki (Berlín), el Deutsches Theater de Berlín, el Berliner Ensemble y el Volksbühne.
Minetti, en oposición psicológica a la trayectoria de su padre con el Nacionalsocialismo, en 1946 ingresó en el Partido Comunista de Alemania, y en 1949 fue a la República Democrática de Alemania, donde mantuvo una actividad política. Fue miembro del consejo central de Juventud Libre Alemana, candidato del Comité Central del Partido Socialista Unificado de Alemania, Presidente de la Asociación de Creadores Teatrales y gerente del sindicato de artistas.
Entre 1974 y 1989 Minetti dirigió la Academia de Arte Dramático Ernst Busch, en Berlín-Schöneweide. Fue una de las figuras más poderosas del teatro de la RDA, pero en los años 1990 no le ofrecían papeles y realizó giras teatrales en solitario. En los años 1999–2002 encarnó a Sigmund Freud en la obra Der Besucher, de Éric-Emmanuel Schmitt, llevada a escena por Meinhard Zanger en el Theater der Keller de Colonia con un total de 100 representaciones. En 2005 fue Winchester y Rivers en la puesta en escena que Thomas Thieme llevó a cabo con Schlachten! en la Orquesta Estatal de Weimar.
En 1979 recibió el Premio Nacional de la RDA de 2ª Clase a las Artes y la Literatura, y en 1986 la Orden del mérito patriótico en oro.
Minetti estuvo casado hasta su muerte con la actriz Irma Münch. Su hijo, Daniel Minetti, también es actor. La hermana de Minetti, Jennifer Minetti, fue igualmente actriz. Hans-Peter Minetti falleció el 10 de noviembre de 2006 a causa de una insuficiencia cardíaca durante una estancia en Cheb, República Checa. 

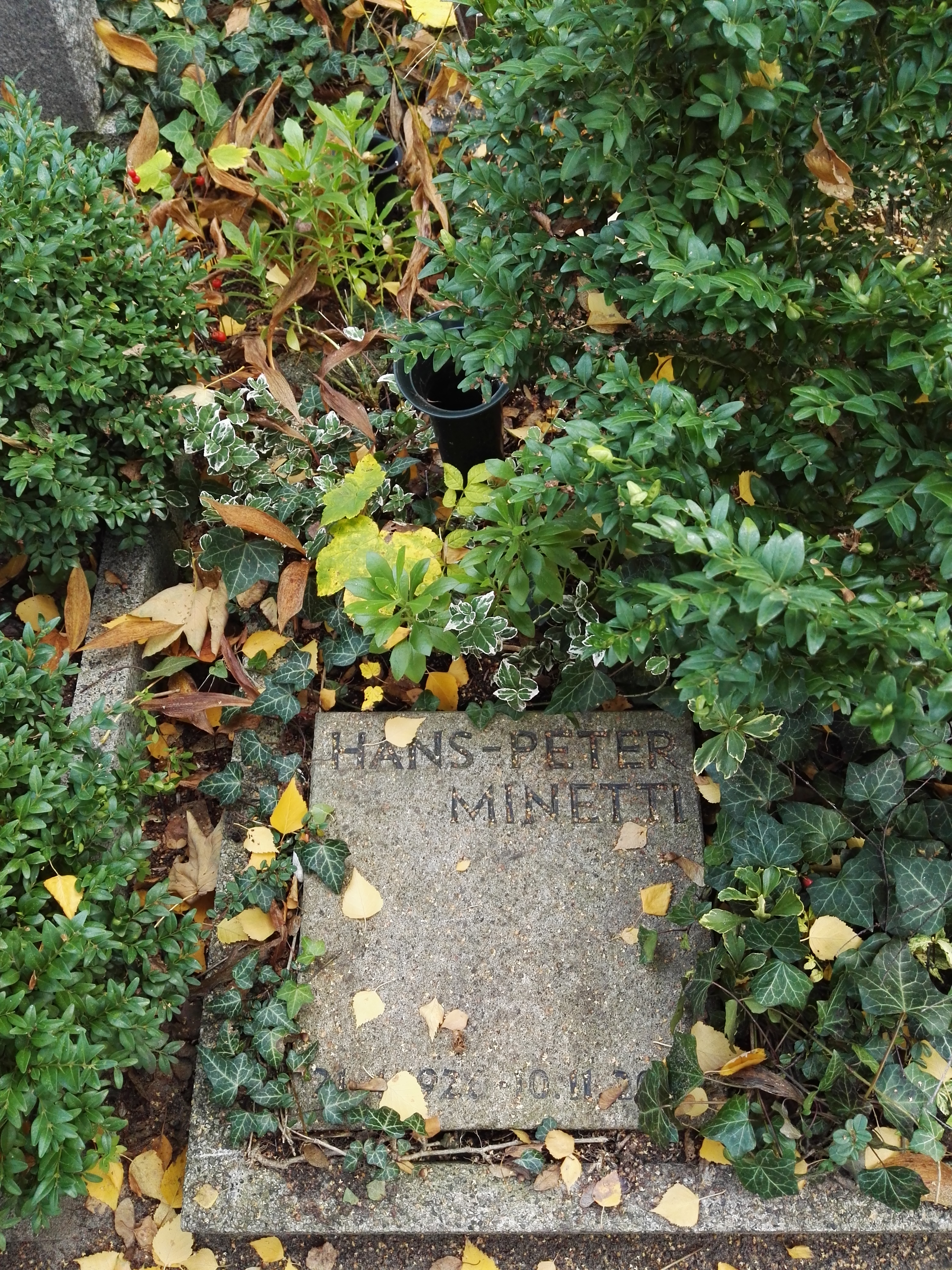
Tumba de Minetti

Fue enterrado en el Cementerio Dorotheenstädt de Berlín.

## Filmografía (selección)
- 1954 : Ernst Thälmann – Sohn seiner Klasse
- 1955 : Der Teufel vom Mühlenberg
- 1955 : Ernst Thälmann – Führer seiner Klasse
- 1957 : Tinko
- 1957 : Lissy
- 1957 : Spur in die Nacht
- 1957 : Polonia-Express
- 1957 : Herr Puntila und sein Knecht Matti (telefilm)
- 1958 : Tatort (serie TV), episodio Berlin
- 1959 : Im Sonderauftrag
- 1959 : Weimarer Pitaval (serie TV), episodio Der Fall Wandt
- 1959 : Eine alte Liebe
- 1960 : Zu jeder Stunde
- 1960 : Wo der Zug nicht lange hält
- 1961 : Kuttel
- 1962 : Die schwarze Galeere
- 1963 : Geheimarchiv an der Elbe
- 1963 : Reserviert für den Tod
- 1963 : Carl von Ossietzky (telefilm)
- 1964 : Die Suche nach dem wunderbunten Vögelchen
- 1964 : Alaskafüchse
- 1965 : Dr. Schlüter (serie TV)
- 1966 : Spur der Steine
- 1969 : Die Dame aus Genua (telefilm)
- 1969 : Nebelnacht
- 1970 : Hart am Wind
- 1970 : Ich – Axel Cäsar Springer (serie TV), episodio Der gemachte Mann
- 1972 : Aller Liebe Anfang (telefilm)
- 1972 : Das Geheimnis der Anden (miniserie TV)
- 1973 : Kalkutta, 4. Mai (telefilm)
- 1976 : Auftrag für M & S (telefilm)
- 1979 : Schneeweißchen und Rosenrot
- 1983 : Martin Luther (serie TV)
- 1985 : Johann Sebastian Bach (serie TV)
- 1988 : Passage (telefilm)
- 1990 : Der Staatsanwalt hat das Wort (serie TV), episodio Hallo Partner
- 1990 : Die Ritter der Tafelrunde (telefilm)
- 1992 : Miraculi

## Teatro
- 1950 : Stefan Brodwin: Der Feigling, dirección de Willy Semmelrogge (Deutsches Theater-Institut Weimar)
- 1952 : Boris Lawrenjow: Für die auf See, dirección de Maxim Vallentin (Teatro Maxim Gorki (Berlín)
- 1954 : William Shakespeare: La comedia de las equivocaciones, dirección de Hans-Robert Bortfeldt (Teatro Maxim Gorki Berlín)
- 1955 : Friedrich Schiller: Los bandidos, dirección de Maxim Vallentin (Teatro Maxim Gorki Berlín)
- 1956 : Johannes R. Becher: Der Weg nach Füssen, dirección de Maxim Vallentin (Teatro Maxim Gorki Berlín)
- 1956 : George Bernard Shaw: Die Häuser des Herrn Sartorius, dirección de Erich-Alexander Winds (Teatro Maxim Gorki Berlín)
- 1957 : William Shakespeare: El rey Lear, dirección de Wolfgang Langhoff (Deutsches Theater de Berlín)
- 1958 : Antón Chéjov: Las tres hermanas, dirección de Heinz Hilpert (Deutsches Theater de Berlín)
- 1959 : Joseph Kosma : Die Weber von Lyon, dirección de Lilo Gruber (Staatsoper Unter den Linden)
- 1959 : Máximo Gorki: Sommergäste, dirección de Wolfgang Heinz (Deutsches Theater de Berlín)
- 1964 : Carl Sternheim: 1913, dirección de Fritz Bornemann (Deutsches Theater de Berlín - Kammerspiele)
- 1967 : Rolf Schneider : Prozeß in Nürnberg, dirección de Wolfgang Heinz (Deutsches Theater de Berlín)
- 1974 : Bertolt Brecht: Die Mutter, dirección de Ruth Berghaus (Berliner Ensemble)
- 1975 : Leon Kruczkowski: Der erste Tag der Freiheit, dirección de Jürgen Pörschmann/Günter Schmidt (Berliner Ensemble)
- 1977 : Bertolt Brecht a partir de Jakob Michael Reinhold Lenz: Der Hofmeister, dirección de Peter Kupke (Berliner Ensemble)
- 1981 : Bertolt Brecht: Turandot oder der Kongress der Weißwäscher, dirección de Manfred Wekwerth/Joachim Tenschert (Berliner Ensemble)
- 1982 : Hanns-Eisler Hearing, dirección de Christoph Brück/Wolf Bunge (Berliner Ensemble)

## Radio
- 1957 : A. G. Petermann: Die Hunde bellen nicht mehr, dirección de Theodor Popp (Rundfunk der DDR)
- 1963 : Bernhard Seeger: Rauhreif, dirección de Theodor Popp (Rundfunk der DDR)
- 1965 : Peter Weiss: La indagación, dirección de Wolfgang Schonendorf (Rundfunk der DDR)
- 1966 : Bernhard Seeger: Hannes Trostberg, dirección de Theodor Popp (Rundfunk der DDR)
- 1968 : Michail Schatrow: Bolschewik, dirección de Wolf-Dieter Panse (Rundfunk der DDR)
- 1969 : Friedrich Schiller: La conjuración de Fiesco, dirección de Peter Groeger (Rundfunk der DDR)
- 1969 : Fritz Selbmann: Ein weiter Weg, dirección de Fritz-Ernst Fechner (Rundfunk der DDR)
- 1970 : Michail Schatrow: Der sechste Juli, dirección de Helmut Hellstorff (Rundfunk der DDR)
- 1971 : Gerhard Rentzsch: Das Amulett, dirección de Wolf-Dieter Panse (Rundfunk der DDR)
- 1972 : Günther Deicke: Das entscheidende Jahr, dirección de Fritz-Ernst Fechner (Rundfunk der DDR)
- 1975 : Lothar Kleine: Michael Gaismair oder Neun Sätze aus der Heiligen Schrift, dirección de Werner Grunow (Rundfunk der DDR)
- 1979 : Alberto Molina: Beerdigung unter Bewachung, dirección de Fritz Göhler (Rundfunk der DDR)
- 1986 : Georg Büchner: Woyzeck, dirección de Joachim Staritz (Rundfunk der DDR)
- 1987 : Reinhard Griebner: Ich gehöre aber einer anderen Richtung an, dirección de Fritz Göehler (Rundfunk der DDR)